# HK Spartak Subotica
Der HK Spartak Subotica (serbisch-kyrillisch ХК Спартак Суботица) ist die heute eigenständige Eishockeyabteilung des Sportvereins Spartak Subotica aus Subotica, Serbien, der an der  serbischen Eishockeyliga teilnimmt. Die Heimspiele des Vereins werden in der Eishalle Gradsko Klizalište (serbisch-kyrillisch Градско клизалиште) ausgetragen, die 1.000 Zuschauer fasst.

## Geschichte
Eishockey wurde schon vor dem Zweiten Weltkrieg in Subotica gespielt. Damals wurde auf dem nahe gelegenen Palić-See gespielt, wenn er eingefroren war. Der Verein selbst wurde im Jahre 1945 gegründet und das erste offizielle Spiel wurde im Jahre 1947 ausgetragen. Ab der Saison 1952/53 nahm die Mannschaft regelmäßig am Spielbetrieb der jugoslawischen Eishockeymeisterschaft teil. Nach Auflösung der SFR Jugoslawien trat der Spartak Subotica auch in den Nachfolgewettbewerben an, unter anderem in der serbischen Eishockeyliga. Bislang konnte die Mannschaft noch keinen Titel gewinnen. Größter Erfolg war der Playoff-Gewinn in der Saison 2009/10. Anschließend weigerte sich der Verein jedoch, um den serbischen Meistertitel in einem Superfinale gegen den Partizan Belgrad aus der Slohokej Liga anzutreten, weshalb der Meistertitel am grünen Tisch an Partizan vergeben wurde.